# (5193) Tanakawataru
(5193) Tanakawataru est un astéroïde de la ceinture principale.

## Description
(5193) Tanakawataru est un astéroïde de la ceinture principale. Il fut découvert le 7 mars 1992 à Kushiro par Seiji Ueda et Hiroshi Kaneda. Il présente une orbite caractérisée par un demi-grand axe de 3,18 UA, une excentricité de 0,16 et une inclinaison de 2,7° par rapport à l'écliptique.

## Compléments